# Senses Fail
Senses Fail es una banda de post-hardcore originaria de Ridgewood, en el condado de Bergen, Nueva Jersey.  Entre sus influencias principales se encuentran bandas como Jimmy Eat World, Fairweather, Grade, The Promise Ring, Jawbreaker, Saves the Day, Thursday y The Get Up Kids.

## Historia
La historia de Senses Fail comienza con el cantante líder, James "Buddy" Nielsen, cuando este puso un anuncio en internet el año anterior a la formación de la banda, invitando a gente para formar parte del grupo. El baterista Dan Trapp leyó el artículo y llevó consigo a dos amigos: Dave Miller y Garrett Zablocki de dos bandas donde él había tocado previamente. Más tarde, el bajista Mike Glita, quien fuera el primer baterista de Tokyo Rose ensambló la formación.
Su primer lanzamiento fue un EP de seis sencillos, realizado el  16 de agosto de 2002, con ECA Records, From the Depths of Dreams. Este fue relanzado posteriormente y remasterizado el 29 de abril de 2003, con Drive-Thru Records, con dos sencillos extra. Corrieron ciertos rumores en los que se aseguraba que Drive-Thru había obligado a regrabarlo por ser "demasiado violento", pero Garrett Zablocki, guitarrista, negó rotundamente esa noticia. Su primer álbum, Let It Enfold You, fue lanzado el 7 de septiembre, de 2004 con Vagrant Records. Fue relanzado con 5 canciones extra: 3 versiones acústicas, una inédita llamada "American Death" y un cover de la canción "Institutionalized", originalmente de la banda de punk Suicidal Tendencies. 	
En el 2005, el sitio oficial de la banda anunció un cambio, por acuerdo mutuo, del guitarrista Dave Miller, quien fue reemplazado por Heath Saraceno, guitarrista y vocalista del grupo Midtown. El 10 de octubre de 2006, la banda lanza mediante Vagrant su segundo álbum de estudio, Still Searching, producido por Brian McTernan (productor también de bandas como The Movielife, Hot Water Music, Texas is the Reason, Strike Anywhere, Thrice o From Autumn to Ashes, entre otros). En el álbum se incluyen los éxitos "Can't Be Saved" y "Calling All Cars".
La banda ha tocado en el Warped Tour en agosto de 2006 y en el Taste of Chaos Tour también de 2006. De noviembre de 2006 a febrero de 2007, la banda realizó diversas giras con bandas como Saosin, Alexisonfire y The Sleeping. Recientemente, la banda completó la versión norteamericana del Tour Taste of Chaos junto a The Used, 30 Seconds to Mars, Saosin, Chiodos, Aiden y Evaline.
Interpretaron en un gran número de festivales europeos en abril de 2007, y tienen preparado un tour a realizar en junio con From Autumn to Ashes. El 19 de abril de 2007, en un show de Hamburgo, Neilson anunció que la banda tocaría en varios festivales en Alemania en agosto de ese año. Sin embargo, poco antes de las navidades de 2007, Mike Glita dejó la banda para dedicarse a su proyecto paralelo, Knights in Paris. También anunció que ingresará en la banda Vampire for Hire, conocida ahora como Love Automatic, y seguirá con su proyecto. La banda tiene previsto un concierto el 24 de enero de 2008 en Nueva York, pero aún no está claro si se habrá encontrado un sustituto para Glita o actuarán los cuatro.
De acuerdo con su website oficial, Senses Fail entró el 1 de abril de 2008 en el estudio de grabación para grabar su tercer álbum, que contará con la participación del bajista de Hot Water Music, Jason Black. Su tercer disco, "Life is not a Waiting Room" fue lanzado el 14 de octubre de 2008. Actualmente su sencillo se llama "Family Tradition".

## Miembros
Miembros Actuales
- James "Buddy" Nielsen– vocalista (2002–presente) (también vocalista de  Bayonet)
- Jason Milbank - guitarra, coros (2016–presente)
- Steve Carey – batería, percusión (2018–presente)
- Gavin Caswell – Guitarra (2016–presente)
- Daniel Wonacott – bajo (2022–presente)

Miembros antiguos
- Garrett Zablocki – guitarra, coros (2002–2011) (ahora es músico solista, conocido con el nombre artístico de Stereo Stargazer)
- Dave Miller – guitarra (2002–2005) (después creó su propia industria discográfica llamada Dave Miller Industries)
- James Gill - bajo (2002)
- Mike Glita – bajo, coros (2002–2008)
- Heath Saraceno – guitarra, voz (2005–2009)  (también conocido por su largo período en la banda Midtown formada en noviembre de 1998)
- Dan Trapp – batería, percusión (2002–2014)
- Matt Smith - guitarra, coros (2011–2016) (también guitarrista en Strike Anywhere)
- Zack Roach – guitarra, coros (2009–2016) (también guitarrista en la banda Spirit of the Stairs)

Miembros de gira
- Etay Pisano – guitarra (2009–2010) (formó parte de la banda Aberdien y ahora crea música en su proyecto People in Cars)
- Jeremy Comitas – bajo (2012) (guitarrista en  Bayonet)
- Jason Black – bajo (2008–2012) (también bajista en Hot Water Music) (No estuvo presente en el disco Renacer debido a Hot Water Music, de todas formas se confirmó oficialmente que no está fuera de la banda)

## Discografía

### Álbumes
| Año  | Título                              | Sello              | Posición en listas | Posición en listas | Posición en listas |
| Año  | Título                              | Sello              | US                 | US Indie           | UK                 |
| ---- | ----------------------------------- | ------------------ | ------------------ | ------------------ | ------------------ |
| 2004 | Let It Enfold You                   | Vagrant Records    | 34                 | 2                  | —                  |
| 2006 | Still Searching                     | Vagrant Records    | 15                 | 2                  | 150                |
| 2008 | Life Is Not a Waiting Room          | Vagrant Records    | 18                 | 1                  | —                  |
| 2010 | The Fire                            | Vagrant Records    | 32                 | 2                  | —                  |
| 2013 | Renacer                             | Staple Records     | 84                 | 15                 | —                  |
| 2015 | Pull the Thorns from Your Heart     | Pure Noise Records | -                  | -                  | —                  |
| 2018 | If There Is Light, It Will Find You | Pure Noise Records | -                  | -                  | —                  |
| 2022 | Hell Is in Your Head                | Pure Noise Records | -                  | -                  | —                  |

### Sencillos
| Año  | Título                                 | Álbum                      |
| ---- | -------------------------------------- | -------------------------- |
| 2005 | "Rum Is for Drinking, Not for Burning" | Let It Enfold You          |
| 2006 | "Calling All Cars"                     | Still Searching            |
| 2007 | "Can't Be Saved"                       | Still Searching            |
| 2008 | "Family Tradition"                     | Life Is Not A Waiting Room |
| 2013 | "Mi Amor"                              | Renacer                    |
| 2013 | "The Path"                             | Renacer                    |

### Otras
- "Bastard Son" – lanzada exclusivamente por iTunes, cara-b de Let It Enfold You (2004)
- "Bad Reputation" – lanzada en la banda sonora original de Bad News Bears (2005)
- "Institutionalized" y "American Death" – aparecen en la reedición de Let It Enfold You (2005)
- "Stretch Your Legs to Coffin Length" – forma parte del sencillo "Calling All Cars" que fue lanzado por iTunes en 2006.
- "Cinco de Mayo" – lanzada como descarga digital para todo aquel que comprase Still Searching  en Target.
- "DB Cooper" y "Coming Up Short" - aparecen en la versión de iTunes del disco "Life is not a Waiting Room".